# Conostigmus rufoniger
Conostigmus rufoniger är en stekelart som först beskrevs av Léon Abel Provancher 1888.  Conostigmus rufoniger ingår i släktet Conostigmus och familjen trefåresteklar. Inga underarter finns listade i Catalogue of Life.